# 4 Non Blondes
Le 4 Non Blondes sono state un gruppo rock statunitense attivo dal 1989 al 1994.
I primi membri del gruppo furono la bassista Christa Hillhouse, la chitarrista Shaunna Hall, la batterista Wanda Day e la cantante Linda Perry. Prima della pubblicazione nel 1992 del loro primo album, Bigger, Better, Faster, More!, Shaunna Hall fu sostituita da Roger Rocha alla chitarra, mentre Dawn Richardson sostituì Wanda Day alla batteria. Il loro primo ed unico singolo ad aver scalato le classifiche fu What's Up?, celeberrima hit del 1992.
Il gruppo si sciolse nel 1995, quando la cantante decise di iniziare una carriera solista, causando l'abbandono degli altri membri.

## Fondazione
Christa Hillhouse e Shaunna Hall, all'epoca coinquiline, conobbero Wanda Day quando cominciarono a suonare nello stesso gruppo. Le tre formarono un loro gruppo in cui ben presto entrò a far parte Linda Perry, che aveva colpito la loro attenzione durante una sua esibizione in un locale di San Francisco.
La loro prima prova sarebbe dovuta tenersi il 17 ottobre 1989 alle sei del pomeriggio, ma poco dopo le cinque un terremoto colpì la città.
Il nome insolito del complesso deriva da un episodio accaduto in un parco nella Bay Area con una famiglia di biondi. Christa Hillhouse racconta: "Proprio accanto a noi c'era un cestino della spazzatura con un pezzo di pizza sopra e il bambino voleva prenderlo, ma la mamma gli dice: 'Non toccarlo, è sporco, con i piccioni e questa gente'. E fissava proprio noi. Eravamo 'non biondi', cioè non rientravamo nello stereotipo californiano". Fu così che decisero di chiamarsi "4 Non Blondes".
La prima etichetta del gruppo fu l'Interscope nel luglio del 1991 dopo un'esibizione d'apertura per la band Primus, il giorno di san Valentino dello stesso anno. All'inizio della pre-produzione del loro album di debutto, secondo quanto detto dall'Hillhouse, Wanda Day fu allontanata dal gruppo per problemi di droga, lasciando il posto a Dawn Richardson; Shaunna Hall invece lasciò le compagne nel 1992, durante la registrazione dell'album, soprattutto per incomprensioni con il produttore David Tickle. Fu sostituita da Roger Rocha e si inserì nel gruppo "Malibu Barbi". Day morì nel 1997 in seguito a una overdose di droghe.

## Carriere soliste
Linda Perry cominciò la sua carriera da solista nel 1995, dopo che il gruppo si era sciolto alla fine del 1994 durante la registrazione del secondo album, mai pubblicato. Da allora la Perry non solo ha portato avanti la sua carriera da solista, ma ha anche scritto e prodotto canzoni per Christina Aguilera, Alicia Keys, P!nk, Gwen Stefani, Courtney Love e Kelly Clarkson. Ha inoltre fondato una propria etichetta discografica chiamata Custard Records, con cui ha lanciato la carriera di James Blunt.
Nell'anno del loro scioglimento, le 4 Non Blondes hanno registrato la canzone Bless the Beasts and Children nell'album tributo ai The Carpenters If I Were a Carpenter, mentre l'anno successivo cantarono Misty Mountain Hop nell'album tributo ai Led Zeppelin Encomium.
Kitty Rose e Christa Hillhouse hanno iniziato, nel 2007, a lavorare assieme a Carolyn Gage in un musical intitolato How to Write a Country-Western Song. Nell'estate del 2008 la Hillhouse ha cominciato a lavorare con l'artista Bob Malone, con il quale ancora continua a suonare in tour diverse volte l'anno.
Il chitarrista Roger Rocha ha registrato nel 1995 un lavoro mai pubblicato assieme ad un'altra artista, Dolorosa, e nel 1997 è entrato nel gruppo pop Mockingbirds. In seguito ha registrato due CD assieme a El Destroyo: The Latest Drag (1999) e Power of Mind (2002). Nel 2006 ha infine inciso l'album Roger Rocha has... "the Blues!" ed ora vive a San Francisco, dove lavora nel gruppo Roger Rocha & The Goldenhearts.
Shaunna Hall è diventata nel 2007 membro ufficiale dei Parliament-Funkadelic, con i quali suonava dal 2002. Ha suonato anche con The Alcohol of Fame (1993–1995); The Eric McFadden Experience (1995–2002; registrando l'album Our Revels Now are Ended, 1998 NMX Records); Tribe 8 (come produttore e chitarrista, incidendo l'album Role Models For Amerika, 1998 Alternative Tentacles Records); Storm, Inc. (1999–2001, nell'album The Calm Years, 2000 Taylor Made Records/ Gender Nectar); 420 Funk Mob (nell'album Alive in Spain, 2004 WeFUNK ad2k Records).
L'11 maggio 2014, il gruppo si è riunito per un mini concerto in occasione di una raccolta di fondi organizzata a Los Angeles.

## Formazione

### Ultima
- Linda Perry – voce, chitarra (1989–1995)
- Roger Rocha – chitarra (1992–1995)
- Christa Hillhouse – basso (1989–1995)
- Dawn Richardson – batteria (1992–1995)

### Ex componenti
- Shaunna Hall – chitarra (1989–1992)
- Wanda Day – batteria (1989–1992)
- Louis Metoyer – chitarra (1992)

## Discografia

### Album in studio
- 1992 – Bigger, Better, Faster, More!

### Album dal vivo
- 1994 – Hello Mr. President (Live in Italy)

### Singoli
- 1992 – Dear Mr. President
- 1993 – What's Up?
- 1993 – Spaceman
- 1993 – Mary's House (colonna sonora di Wayne's World 2)
- 1994 – I'm the One (colonna sonora di Airheads)
- 1994 – Superfly
- 1994 – Bless the Beasts and Children
- 1995 – Misty Mountain Hop